# نتوزاک شانگ
نتوزاک شانگ (انگلیسی: Ntozake Shange؛ ۱۸ اکتبر ۱۹۴۸ – ۲۷ اکتبر ۲۰۱۸) نمایشنامه‌نویس و شاعر آمریکایی بود. او به‌عنوان یک فمینیست سیاه‌پوست، در بسیاری از کارهایش به مسائل مربوط به نژاد و قدرت سیاهان پرداخت. او بیشتر برای نوشتن نمایشنامۀ برای دختران رنگی که به خودکشی فکر کرده‌اند / وقتی رنگین‌کمان انوف است (۱۹۷۵) شناخته می‌شود.

## درگذشت
شانگ در ۲۷ اکتبر ۲۰۱۸ در سن ۷۰ سالگی در یک مرکز درمانی در بووی، مریلند، در خواب درگذشت. او بیمار بود و در سال ۲۰۰۴ دچار سکته مغزی شده بود، اما «اخیراً رو به بهبودی بود، کارهای جدید خلق کرد، مطالعه کرد و برای کارهایش مورد تقدیر قرار گرفت.» او که در سال ۲۰۱۰ رمان «بعضی‌ها آواز می‌خوانند، برخی گریه می‌کنند» همکاری کرد، گفت: «من فکر نمی‌کنم روزی در این سیاره وجود داشته باشد که زن جوانی نباشد که خود را از طریق آن کشف کند.»

## منبع
1. ↑  «Ntozake Shange Biography (1948-)». www.filmreference.com. دریافت‌شده در ۲۰۲۳-۰۲-۲۳.
2. ↑  Lester, Neal A. (1990). "At the Heart of Shange's Feminism: An Interview". Black American Literature Forum. 24 (4): 717–730. doi:10.2307/3041798. ISSN 0148-6179.
3. ↑  Collins-Hughes، Laura (۲۰۱۸-۱۰-۲۸). «Ntozake Shange, Who Wrote 'For Colored Girls,' Is Dead at 70» (به انگلیسی). The New York Times. شاپا 0362-4331. دریافت‌شده در ۲۰۲۳-۰۲-۲۳.
4. ↑  Kennedy, Mark (October 27, 2018), "Author Ntozake Shange of 'For Colored Girls' fame has died", ABC News.
5. 1 2  Preston، Ro. «Ntozake Shange, pioneering playwright, poet and novelist, dies at 70». Star Tribune. دریافت‌شده در ۲۰۲۳-۰۲-۲۳.
6. ↑  Smith, Harrison (October 28, 2018), Shange, black feminist poet and playwright of ‘For Colored Girls,’ dies at 70", The Washington Post.

‌